# Yuka Ueno
Yuka Ueno (上野 優佳, Ueno Yūka; 28 de novembro de 2001) é uma esgrimista japonesa.

## Carreira
Nos Jogos Olímpicos de Verão da Juventude de 2018, realizados em Buenos Aires, Argentina, ela ganhou a medalha de ouro no florete feminino e também a medalha de prata no evento por equipes mistas. Ela ganhou uma das medalhas de bronze no evento de florete feminino no Campeonato Asiático de Esgrima de 2022, realizado em Seul, Coreia do Sul. Ela competiu no Campeonato Mundial de Esgrima de 2022, realizado no Cairo, Egito. She also won the gold medal in the women's team foil event.
Nos Jogos Olímpicos de Verão de 2024, em Paris, conquistou a medalha de bronze na disputa de florete por equipes ao lado de Sera Azuma, Karin Miyawaki e Komaki Kikuchi.